# The Secret Life of Pets (franquicia)
The Secret Life of Pets es una franquicia de medios animada estadounidense creada por Illumination. Dirigida por Chris Renaud, la serie está protagonizada por las voces de Eric Stonestreet, Kevin Hart, Jenny Slate, Ellie Kemper, Lake Bell y Dana Carvey, entre otros. La primera película, The Secret Life of Pets, se estrenó el 8 de julio de 2016 y recibió críticas positivas de la crítica. La segunda película, The Secret Life of Pets 2, se estrenó el 7 de junio de 2019 en los Estados Unidos y recibió críticas mixtas de los críticos. La serie ha recaudado 1.300 millones de dólares hasta el momento.
Las películas siguen a un grupo de mascotas domesticadas que se embarcan en varias aventuras fuera de la comodidad de su complejo de apartamentos.

## Cortometrajes

### Norman Television(2016)
Incluido como una minipelícula en el comunicado de prensa de lanzamiento de video de The Secret Life of Pets, el corto se centra en Norman de la película mientras deambula por las rejillas de ventilación del apartamento de Max y observa varios escenarios de los residentes.

### Weenie(2016)
Incluida como la segunda minipelícula en el comunicado de prensa de lanzamiento de video de The Secret Life of Pets, presenta un mundo de salchichas antropomórficas en las que el alcalde le muestra a una pequeña salchicha llamada Timmy lo bueno que es ser un salchichón.

### Super Gidget(2019)
Incluida como una minipelícula en el comunicado de prensa de lanzamiento de video de The Secret Life of Pets 2, la trama se centra en el personaje de Gidget que se imagina a sí misma como una superheroína y salva a Max de un ejército de ardillas.

## Videojuegos

### The Secret Life of Pets: Unleashed
Un juego móvil gratuito desarrollado por Electronic Arts, titulado The Secret Life of Pets: Unleashed , se lanzó en el verano de 2016. Era un videojuego de combinación de fichas. En el juego, los jugadores podían combinar diferentes juguetes para ganar puntos. El juego se eliminó de App Store y Google Play Store el 22 de mayo de 2017, el mismo día que Minions Paradise.

## Atracciones de parques temáticos
En abril de 2019, Universal Studios Hollywood anunció una nueva atracción oscura titulada The Secret Life of Pets: Off the Leash. que estaba programado para abrir el 27 de marzo de 2020, pero la apertura se pospuso indefinidamente debido al nuevo brote de coronavirus. La atracción finalmente abrió el 8 de abril de 2021.

## Recepción

### Rendimiento de taquilla
| Película                  | Fecha de lanzamiento | Taquilla       | Taquilla          | Taquilla       | Posición  | Posición | Presupuesto | Ref.  |
| Película                  | Fecha de lanzamiento | Estados Unidos | Otros territorios | Mundial        | Doméstico | Mundial  | Presupuesto | Ref.  |
| ------------------------- | -------------------- | -------------- | ----------------- | -------------- | --------- | -------- | ----------- | ----- |
| The Secret Life of Pets   | 8 de julio de 2016   | $368.384.330   | $507.073.307      | $875.457.937   | #46       | #67      |             | [ 5 ] |
| The Secret Life of Pets 2 | 7 de junio de 2019   | $158.257.265   | $271.176.898      | $429.434.163   | #336      | #293     |             | [ 6 ] |
| Total                     | Total                | $526.430.585   | $777.073.607      | $1.303.504.192 |           |          |             | [ 7 ] |

### Respuesta de la crítica
| Película                  | Rotten Tomatoes   | Metacritic      | CinemaScore |
| ------------------------- | ----------------- | --------------- | ----------- |
| The Secret Life of Pets   | 73% (227 reseñas) | 61 (39 reseñas) | A-          |
| The Secret Life of Pets 2 | 60% (154 reseñas) | 55 (26 reseñas) | A-          |

## Reparto y personajes
| Characters | Films                   | Films                     | Short films       | Short films       |
| Characters | The Secret Life of Pets | The Secret Life of Pets 2 | Norman Television | Super Gidget      |
| Characters | 2016                    | 2019                      | 2016              | 2019              |
| ---------- | ----------------------- | ------------------------- | ----------------- | ----------------- |
| Max        | Louis C.K.              | Patton Oswalt             |                   | Patton Oswalt     |
| Duke       | Eric Stonestreet        | Eric Stonestreet          |                   |                   |
| Snowball   | Kevin Hart              | Kevin Hart                |                   |                   |
| Gidget     | Jenny Slate             | Jenny Slate               |                   | Jenny Slate       |
| Chloe      | Lake Bell               | Lake Bell                 |                   |                   |
| Pops       | Dana Carvey             | Dana Carvey               |                   |                   |
| Buddy      | Hannibal Buress         | Hannibal Buress           |                   |                   |
| Mel        | Bobby Moynihan          | Bobby Moynihan            |                   | Bobby Moynihan    |
| Katie      | Ellie Kemper            | Ellie Kemper              |                   |                   |
| Norman     | Chris Renaud            | Chris Renaud              | Chris Renaud      |                   |
| Sweetpea   | Tara Strong             | Tara Strong               |                   |                   |
| Tiberius   | Albert Brooks           |                           |                   |                   |
| Ozone      | Steve Coogan            |                           |                   |                   |
| Tattoo     | Michael Beattie         |                           |                   |                   |
| Molly      | Kiely Renaud            | Kiely Renaud              |                   |                   |
| Daisy      |                         | Tiffany Haddish           |                   |                   |
| Liam       |                         | Henry Lynch               |                   |                   |
| Rooster    |                         | Harrison Ford             |                   |                   |
| Sergei     |                         | Nick Kroll                |                   |                   |
| Lead Wolf  |                         | Michael Beattie           |                   |                   |
| Cat Lady   |                         | Meredith Salenger         |                   |                   |
| Chuck      |                         | Pete Holmes               |                   |                   |
| Harold     |                         |                           | Danny Mann        |                   |
| Marilyn    |                         |                           | Lori Alan         |                   |
| Infestor   |                         |                           |                   | Gilbert Gottfried |

### Equipo
| Año  | Película                  | Director(es) | Codirector       | Productor(es)                  | Guionista(s)                         | Compositor(es)    | Editor(es)        | Productora   | Distribuidora      |
| ---- | ------------------------- | ------------ | ---------------- | ------------------------------ | ------------------------------------ | ----------------- | ----------------- | ------------ | ------------------ |
| 2016 | The Secret Life of Pets   | Chris Renaud | Yarrow Cheney    | Chris Meledandri y Janet Healy | Brian Lynch, Cinco Paul y Ken Daurio | Alexandre Desplat | Ken Schretzmann   | Illumination | Universal Pictures |
| 2019 | The Secret Life of Pets 2 | Chris Renaud | Jonathan del Val | Chris Meledandri y Janet Healy | Brian Lynch                          | Alexandre Desplat | Tiffany Hillkurtz | Illumination | Universal Pictures |